# Jan Wijnants (cyclisme)
Pour les articles homonymes, voir Wynants.
Jan Wijnants (né le 8 septembre 1958 à Veerle) est un coureur cycliste belge, professionnel de septembre 1980 à 1992. Il a participé à la course sur route des Jeux olympiques de 1980. Son frère Ludwig a également été coureur professionnel.

## Palmarès

### Palmarès amateur
- 1977
  - 2e du Tour des Flandres juniors
- 1979
  - 2e du Circuit franco-belge
  - 3e de Romsée-Stavelot-Romsée
- 1980
  - 2e de Bruxelles-Zepperen
  - 2e de Paris-Vailly

### Palmarès professionnel
- 1982
  - 3e du Grand Prix de Fourmies
- 1983
  - 1reb étape du Tour des Pays-Bas
  - 2e de la Flèche picarde
  - 3e de la Liedekerkse Pijl
- 1984
  - 2e du Grand Prix Jef Scherens
  - 3e de la Liedekerkse Pijl
- 1990
  - 2e du Grand Prix de Francfort

## Résultats sur les grands tours

### Tour de France
6 participations
- 1982 : abandon (17e étape)
- 1983 : 68e
- 1985 : 52e
- 1986 : 105e
- 1987 : 121e
- 1988 : 96e

### Tour d'Italie
1 participation
- 1989 : abandon

### Tour d'Espagne
3 participations
- 1983 : abandon
- 1984 : 37e
- 1992 : abandon (9e étape)